# Porfírio (mitologia)
Porfírion (em grego antigo: Πορφυρίων), na mitologia grega, é um gigante filho de Gaia e o Tartaro. Porfírion raptou Hera,e isso foi o estopim para a batalha contra os deuses chamada gigantomaquia.  Na batalha, Zeus fê-lo desejar Hera, e ele arrancou as roupas de Hera mas, ao tentar estuprar Hera, foi morto após ser derrubado por um raio de Zeus e atingido por uma flecha de Héracles. Ele e Alcioneu eram os dois gigantes mais poderosos gerados por Gaia, quando esta, irritada pelo destino dos titãs, resolveu destronar Zeus.
A Gigantomaquia de Claudiano, um poema incompleto, termina abruptamente quando Porfírio, levado por suas serpentes para o meio do mar, tenta arrancar Delos para jogar a ilha contra o céu, levando terror a Tétis e demais deuses marinhos; Delos pede ajuda de Febo, hábil arqueiro.
No século II d.C., um grupo de atenienses, os athmoneis, diziam que Porfírio havia reinado na Ática antes de Acteu.